# Helmut Ettl
Helmut Ettl (ur. 23 sierpnia 1965 r. w Linzu) – austriacki ekonomista, europejski specjalista w dziedzinie bankowości i finansów.

## Życiorys
Jest absolwentem Uniwersytetu Johannesa Keplera w Linzu. Dyplom uzyskał z ekonomii. Od 2008 jest dyrektorem Austriackiego Urzędu Nadzoru Rynku Finansowego (FMA), a także członkiem Rady Organów Nadzoru Europejskiego Urzędu Nadzoru Bankowego (EBA) oraz Europejskiej Rady ds. Ryzyka Systemowego (ERRS). Od 2014 pozostaje członkiem Rady Nadzorczej Europejskiego Banku Centralnego.